# Bettenauer Weiher
Der Bettenauer Weiher, umgangssprachlich Betti, ist ein aus einem natürlichen Glazialsee ausgebauter Weiher westlich von Oberuzwil und nordöstlich von Jonschwil im Kanton St. Gallen, Schweiz.

## Geographie
Der Bettenauer Weiher liegt in einer Senke zwischen Wildberg und Uzwil vollumfänglich auf dem Gebiet der Gemeinde Oberuzwil, in der Region Toggenburg im Schweizer Voralpengebiet. Der Weihergrund besteht aus Torfboden. Zum Weiher gehören die östlich gelegenen, kleineren Torfweiher.
Der Bettenauer Weiher war ursprünglich ein Moorweiher, dessen Entstehung letztlich auf die Bildung einer Senke zwischen dem Wildberg und dem Vogelsberg während der Würm-Eiszeit zurückzuführen ist, als das gesamte Toggenburg vom Rheingletscher bedeckt wurde. 1464, im Jahr der ersten urkundlichen Erwähnung, erwarb der St. Galler Fürstabt Ulrich Rösch das Gut Schoran, zu dem auch der Weiher gehört. Durch die Erstellung eines Dammes am westlichen Ufer wurde aus dem Moorweiher ein Fischweiher.

## Geschichte

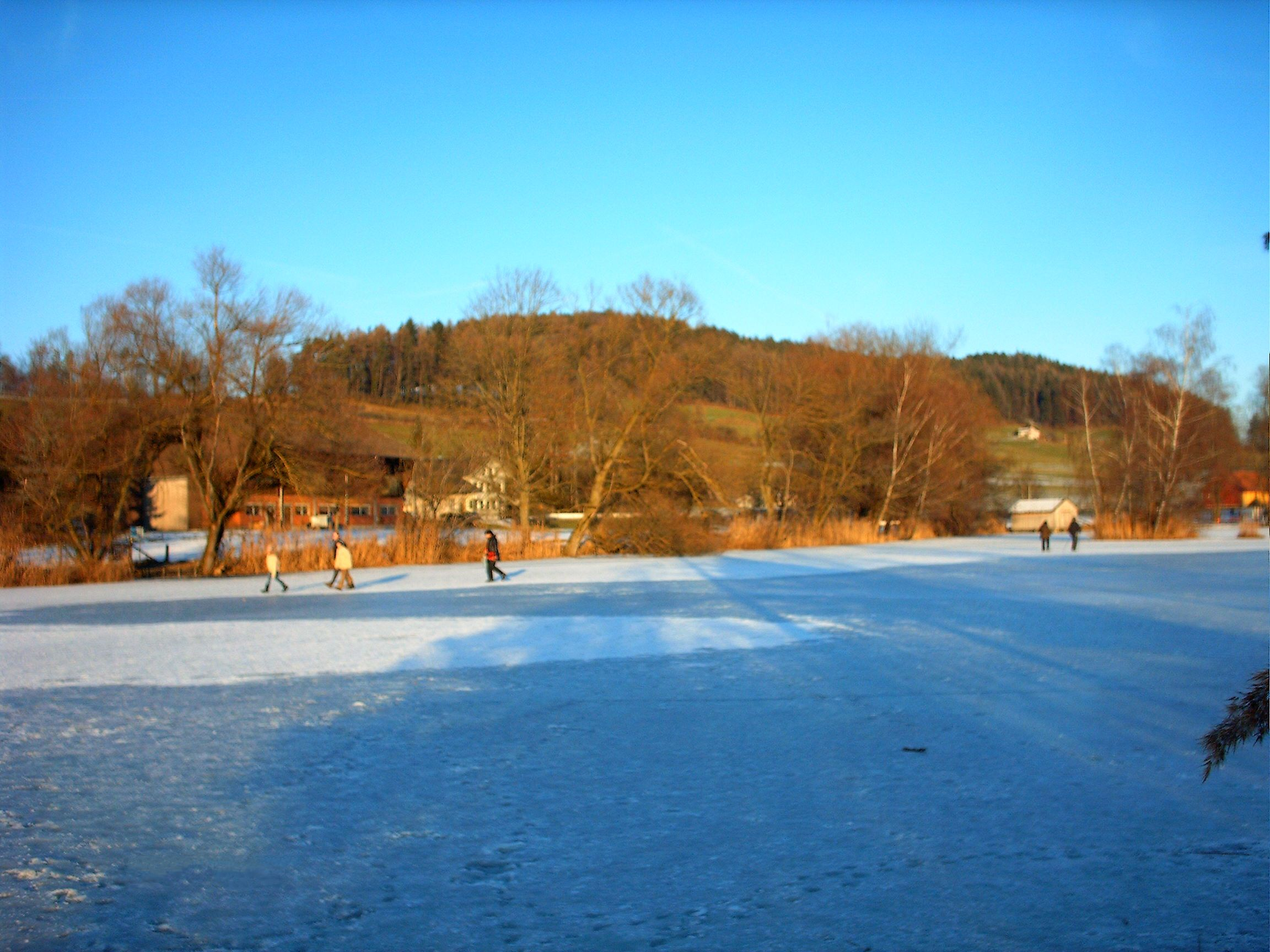
Blick aus der Mitte des zugefrorenen Weihers auf den Vogelsberg

### Entstehung des Namens
Der Weiher hat seinen Namen vom nahegelegenen Weiler Bettenau, der aber im Gegensatz zum See zu Jonschwil gehört. Bettenau selbst wurde erstmals 772 als Betinavia und zum zweiten Male 883 als Bettenova urkundlich erwähnt, wodurch sich auch der Name des Sees einbürgerte. Der Weiher selbst wurde beim Verkauf an den St. Galler Fürstabt Ulrich Rösch erstmals unter diesem Namen erwähnt.

### Nutzung
Nach dem Verkauf an den St. Galler Fürstabt wurde der ehemalige Moorweiher zum Fischweiher umgebaut. Am Abfluss des Weihers wurde eine Mühle betrieben. Die Nutzung als Fischweiher dauerte bis 1813 an, im Gebiet um den See wurde Torfstecherei betrieben. In diesem Jahr kaufte der Kantonsrat Jakob Weber aus Oberuzwil die Wasserrechte auf und baute die Nutzung der Wasserkraft stärker aus. 1844 kaufte der Niederuzwiler Industrielle Mathias Naef die Rechte, dessen Unternehmen Naef & Cie. die Rechte später übernahm. 1912 wurde das Weiherareal durch Naefs Urenkel Gustav Adolf Bühler aufgekauft. Dessen Unternehmen Bühler übernahm die Rechte 1927, übergab sie später an die Uze AG, eine von Bühler gegründete Genossenschaft (ehemals Bau- und Wohngenossenschaft Uze). Im Jahr 2018 übernahm die Gemeinde Oberuzwil den Bettenauer Weiher von der Uze AG inklusive Bootshaus, Pfadiheim und allen Wegen durch einen Tauschvertrag. Die Gemeinde tauschte den Weiher gegen drei Grundstücke im Gebiet Wilen-Heiterbach-Neuhaus. Die Fläche der getauschten landwirtschaftlich genutzten und verpachteten Grundstücke betrug 45'000 m². Der Gemeinderat begründete das Tauschgeschäft damit, dass mit dem Tausch die Zugänglichkeit zu einem beliebten Naherholungsgebiet auch für zukünftige Generationen erhalten bleiben würde. Für die Zeit um 1930 ist belegt, dass Eisblöcke aus dem See herausgestochen wurden, die für die Brauerei in Oberuzwil verwendet wurden.

## Ökologie

### Fauna

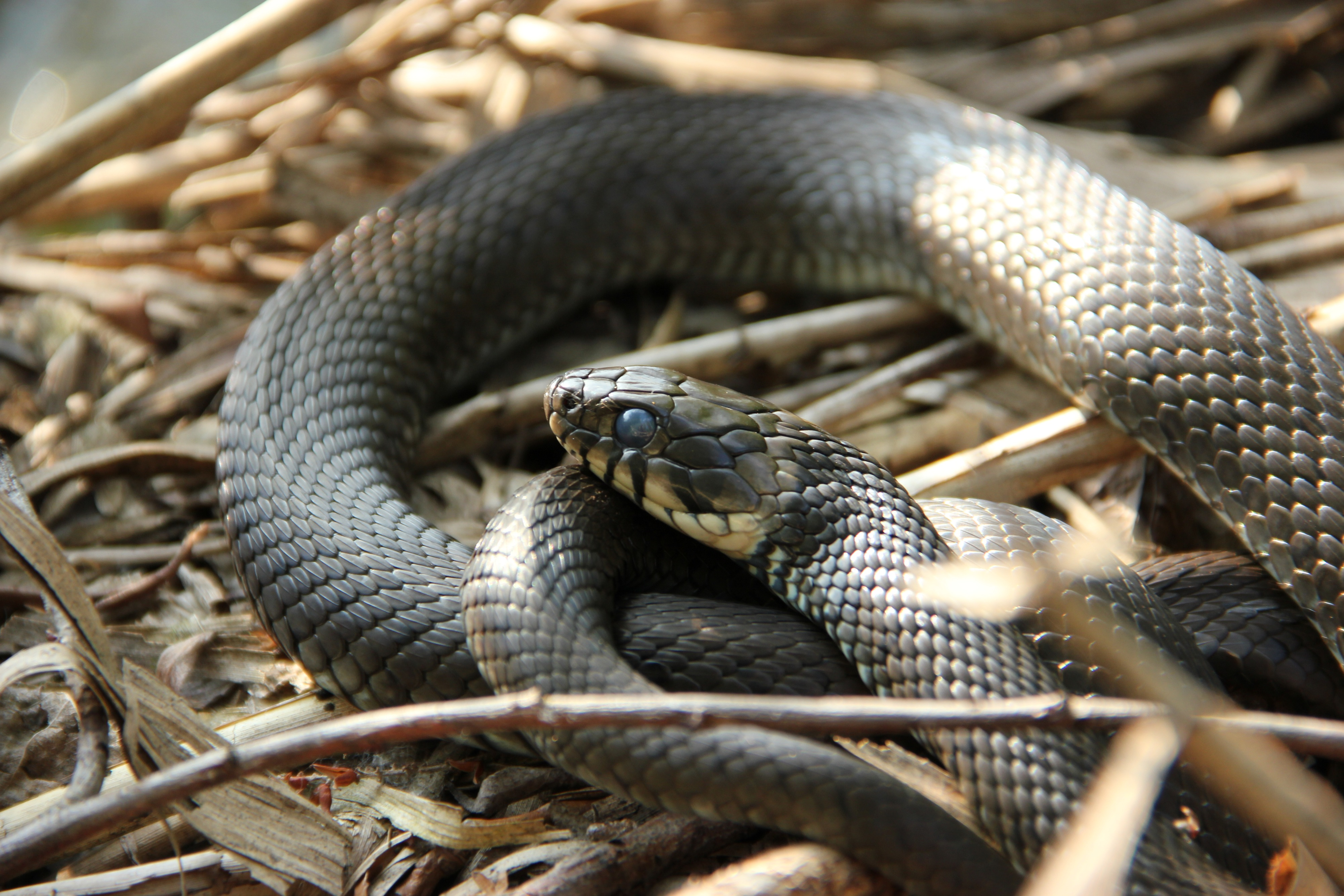
Ringelnatter am Bettenauer Weiher

Im See kommen Karpfen, Schleie, Egli, Rotfeder und Hecht vor, letzterer wird jährlich eingesetzt. Noch in den 1980er Jahren wurden mit Grasfrosch, Erdkröte, Bergmolch, Fadenmolch, Wasserfrosch und Laubfrosch sechs Amphibienarten gezählt. Letzteres Vorkommen ist in den 1990er Jahren erloschen. Am See gibt es Vorkommen von Enten und Blesshühnern. Regelmässig werden Brutvorkommen von Haubentauchern gesichtet. Zeitweise gesichtet werden Graureiher, Schwäne jedoch seit mehreren Jahren nicht mehr. Weiter werden häufiger Ringelnattern gesichtet.
Um das Jahr 2000 wurden zudem drei Schildkröten ausgesetzt, die auch heute noch (2012) an bestimmten Stellen zu beobachten sind.

### Flora
Der natürliche Bestand an weissen Seerosen ist einer der letzten in der Schweiz, wobei ein starker Rückgang der Vorkommen seit den 1980er Jahren zu verzeichnen ist. Vorher wurde ein Mähschiff eingesetzt, um den starken Bewuchs einzudämmen.

### Sediment
Die Tiefe des Sees hat in den Jahren nach 1949 kontinuierlich abgenommen, blieb aber seit 1988 weitgehend konstant. Eine Verlandung ist fast nicht nachweisbar. Eine Verlandung wird, wenn überhaupt, nur in den Schilfzonen am südwestlichen und südöstlichen Ufer des Weihers vermutet, da dort die Wassertiefe am geringsten ist. Die nach 1960 angepflanzten Bäume wurden 2002/03 aus Sicherheitsgründen gerodet. Damit fiel gleichzeitig ein wesentlicher Grund für die Verlandung weg.

### Schutzstatus
Das Gebiet um den Bettenauer Weiher ist ein Flachmoor von regionaler Bedeutung. Er ist Bestandteil eines Amphibienlaichgebietes von nationaler Bedeutung. Aus diesem Grund besitzt der Weiher seit 1993 ein Amphibienleitwerk, also eine geschützte Strassenunterführung.

## Wirtschaftliche Bedeutung
Das Gebiet um den Bettenauer Weiher dient als Naturschutz- und Naherholungsgebiet innerhalb der Region und ist durch Wanderwege erschlossen, der 2018 bis 2023 aufgewertete Rundweg um den Weiher ist rund 1,7 km lang.
Die wirtschaftliche Bedeutung des Bettenauer Weihers ist sehr gering. Direkt genutzt wurde der Weiher bis zur Übernahme durch die Gemeinde Oberuzwil 2018 durch ausgewählte Pensionäre der Firma Bühler AG, die das Recht, am Weiher zu fischen, exklusiv besassen. Bei den Restaurants in Seenähe machen Spaziergänger nur einen Teil der Kundschaft aus. Eine Vermarktung findet nur in geringem Masse statt, als Beispiel sei der Betti-Kalender mit einer Auflage von ca. 1000 Exemplaren genannt. Im Winter ist die gefrorene Seeoberfläche für den Eislauf freigegeben.

## Statistik
Der Bettenauer Weiher liegt 590 m über Meer. Das im See enthaltene Wasservolumen beträgt etwa 200'000 m³ bei einer Tiefe von bis zu 1,80 m. Der Weiher selbst hat eine Oberfläche von 100'000 m², die Torfweiher zusätzlich 14'000 m². Der Weiher entwässert im Prinzip nur den am südlichen Ufer gelegenen Hang, der für die Viehwirtschaft genutzt wird. Die Wasserzufuhr ist somit gering und daraus resultierend die Verweildauer im See hoch. Bis in die 1970er Jahre wurde der Weiher regelmässig abgelassen und der Weiherboden ausgefroren, was negative Auswirkungen auf den Fischbestand hatte.

## Sonstiges
In den Geschichten aus Lachweiler (gemeint ist Jonschwil) von Heinrich Federer wird immer wieder auf den Weiher angespielt, wenn auch der Name des Weihers, wie auch von Jonschwil, nicht genannt wird. In der Novelle Der gestohlene König von Belgien finden sich beispielsweise solche Hinweise.